# Berufsbild
Das Berufsbild umfasst die Beschreibung aller Tätigkeiten, die in der Ausbildung und Ausübung eines spezifischen Berufs ausgeführt werden. Im Berufsbild werden teilweise auch Weiterbildungs- und Aufstiegsmöglichkeiten dargelegt. 
Durch die Beschreibung grenzt sich der jeweilige Beruf von anderen Berufen ab. Berufsbilder werden zum Teil von Institutionen wie Berufsverbänden festgelegt, zum Teil werden sie auch durch gesetzliche Regelungen vorgegeben. Einzelne Wirtschaftszweige können eine Vielzahl von verschiedenen Berufsbildern anbieten.